# 지구 최저 기온 기록

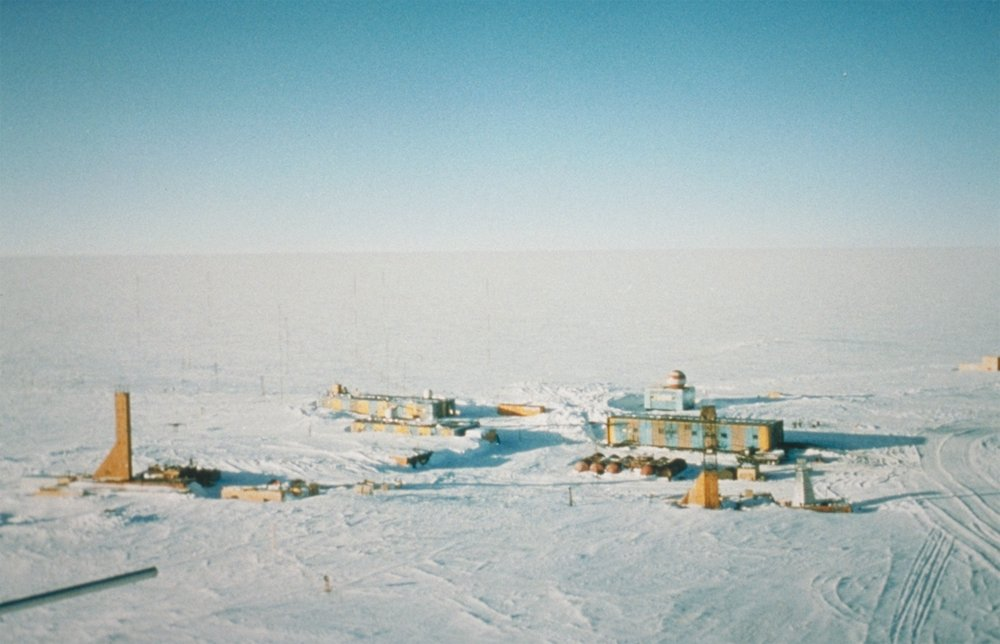
지구에서 가장 낮은 기온을 관측한 보스토크 기지의 모습.

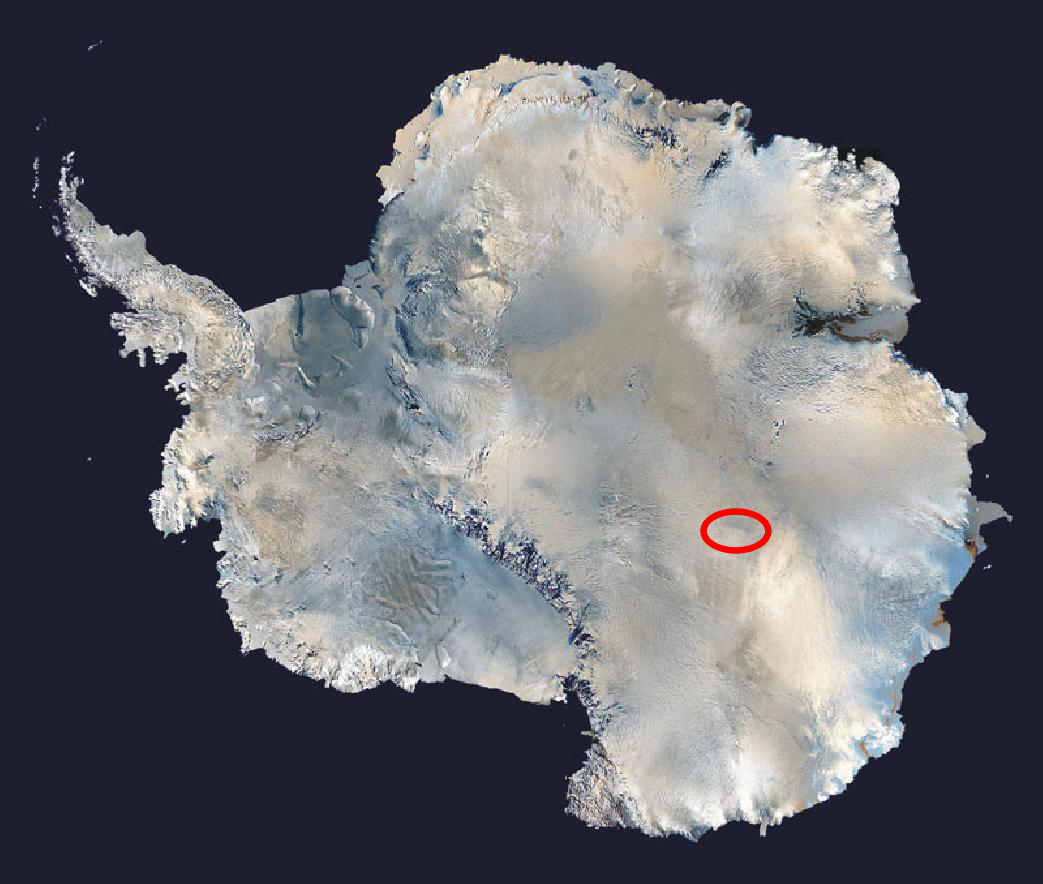
남극의 보스토크 기지 위치.

지구상에서 기록된 최저 기온 기록은 1983년 7월 21일 남극의 소련 과학기지인 보스토크 기지에서 관측한 −89.2 °C (−128.6 °F; 184.0 K)이다.
2010년 8월 10일 인공위성 관측 결과 돔 아르구스와 돔 후지 사이 고도 3,900 m (12,800 ft)의 산마루인 좌표 남위 81° 48′ 동경 59° 18′ / 남위 81.8°  동경 59.3°  지점에서 표면 온도 −93.2 °C (−135.8 °F; 180.0 K)를 관측하였다. 이 관측값은 2013년 12월 미국 샌프란시스코에서 열린 미국 지구물리학 연합 제46회 연간 총회에 보고되었지만 잠정치라서 언제든지 값이 바뀔 수 있다. 이 값은 1983년에 지상의 온도계에서 관측한 기록과는 달리 인공위성에서 원격으로 탐지해 측정한 결과로 지구의 최저 기온 기록으로 공인받지 못했다. 돔 후지의 온도는 얼음 표면에서 반사되어 온 적외선으로 측정한 표면 온도이며, 보스토크 기지의 기온은 얼음 위에 있는 공기 중의 온도이기 때문에 두 온도를 직접 서로 비교할 순 없다. 이후 연구에서는 남극의 대부분 지역에서 표면 온도가 −98 °C (−144 °F; 175 K)까지 떨어진다는 것을 관측하였다. 표면 근처의 기온 증감률은 매우 크기 때문에 지표면과 근접한 대기의 공기 중 온도는 최소 −94 °C (−137 °F; 179 K) 이상이라는 의미이다.

## 경신 역사
1838년 1월 21일 러시아 제국 야쿠츠크에서 러시아의 상인 네베로프가 당시 최저 기온이었던 −60 °C (−76 °F; 213 K)를 관측하였다. 이후 1885년 1월 15일 H. 와일드가 러시아 베르호얀스크에서 −68 °C (−90 °F; 205 K)를 관측하였다. 이후 1892년 2월 같은 장소에서 기온을 측정한 결과 최저 기온 −69.8 °C (−93.6 °F; 203.3 K)를 기록하였다. 소련 과학자들은 1933년 2월 베르호얀스크에서 동남쪽으로 약 650 km 떨어진 오이먀콘에서 최저 기온 −67.7 °C (−89.9 °F; 205.5 K)를 관측했다고 발표했다. 이 값은 1940년대 소련 문헌에서 사상 최저 기온치로 기록되었으며, 베르호얀스크의 이전 측정치는 −67.6 °C (−89.7 °F; 205.6 K)로 정정되었다.
이후 1957년 남극의 아문센-스콧 기지에서 신뢰 가능한 측정 결과 5월 11일에 −73.6 °C (−100.5 °F; 199.6 K)를, 9월 17일에 −74.5 °C (−102.1 °F; 198.7 K)를 관측하였다. 이후 1968년 소련 과학자들이 남극 고원에 있는 보스토크 기지에서 최저 기온인 −88.3 °C (−126.9 °F; 184.8 K)를 관측하였다. 이 기온은 1983년 7월 21일 −89.2 °C (−128.6 °F; 184.0 K)를 기록하며 스스로의 기록을 다시 경신하였다. 이 온도 기록은 직접 측정한 온도 기록 중 지구 최저 기온으로 남아 있다.

## 실험실 환경
1999년에는 핀란드 헬싱키 대학교의 저온 실험실에서 1.0 × 10−10 K, 즉 100 pK를 만드는 데 성공하였다.
2000년 11월, 핀란드의 헬싱키 공과 대학교에서 실험 결과 원자핵 스핀 온도가 100 pK 이하로 내려갔다고 발표하였다. 하지만 이 온도는 특정 유형의 온도 즉 "핵 스핀"이라 불리는 양자적 성질의 온도였으며 일반적으로 온도라고 말하는, 가능한 한 모든 자유도를 가진 전체평균의 열역학적 온도는 아니다.

## 같이 보기
- 절대 영도
- 희석 냉동기
- 지구 최고 기온 기록